# Bitwa 8 stycznia 1780
Bitwa 8 stycznia 1780 – bitwa konwojowa z 8 stycznia 1780 roku, w której eskadra brytyjska zagarnęła cały konwój należący do Compañii Caracas (Real Compañía Guipuzcoana de Caracas).
Gdy w 1778 roku zbuntowane kolonie amerykańskie podpisały układ sojuszniczy z Francją, osłabiona po dłuższej bezczynności w okresie pokoju Royal Navy stanęła przed trudnym zadaniem osłony kolonii na Antylach, zaopatrzenia wojsk walczących w Ameryce i utrzymania kluczowych baz w Europie. Do tych ostatnich zaliczała się przede wszystkim Minorka i Gibraltar. Zagrażały im (a także samym Wyspom Brytyjskim) nie tylko siły Francji, lecz także sprzymierzonej z nimi Hiszpanii. 
Rozpoczęte w 1779 roku oblężenie Gibraltaru przez siły hiszpańskie ubezpieczane było przez ich eskadry stacjonujące w Kadyksie (35 okrętów liniowych adm. Córdovy) i Algeciras (25 liniowców adm. Gastona). W związku z tym hrabia Sandwich, 1. lord Admiralicji, zorganizował duży, liczący 66 jednostek konwój, który miał zaopatrzyć Gibraltar i Minorkę (część statków podążała zaś do Indii Zachodnich). Silna eskorta, pod dowództwem George’a Rodneya liczyła 22 okręty liniowe i 14 fregat.
7 stycznia statki udające się do Indii Zachodnich odpłynęły w eskorcie liniowca i trzech fregat. Następnego dnia o świcie eskadra angielska zauważyła zespół 22 jednostek, które musiały ją minąć w nocy. Spotkanie nastąpiło na pozycji 42°09′N 12°28′W. Okręty brytyjskie rozpoczęły pościg i po kilku godzinach zdobyły wszystkie statki konwoju, który wypłynął z San Sebastián 1 stycznia i zdążał z zapasami dla floty w Kadyksie, w eskorcie siedmiu okrętów Compañii Caracas pod dowództwem Juana Augustína de Yardi. Eskorta ta składała się z okrętu liniowego „Guipuzcoano” (64 działa, komodor Juan Augustin de Yardi, kapitan Tomás de Malay), fregat „San Carlos” (32 działa, kpt. Firmin Urtizberea), „San Rafael” (30, Luis Aranburu), „Santa Teresa” (28, Jose J. de Mendizabal), „San Bruno” (26, J.M. de Goicoechea), korwety „San Fermín” (16, J. Vin. Eloy Sanchez) i „San Vicente” (10, José de Ugalde). Z 16 statków handlowych, „Le Cidada de Mercia”, „La Amistad” i „San Miguel” przewoziły zaopatrzenie dla floty, „Nues. Señora de L’Oves”, „San Francisco”, „La Concepción”, „San Nicolás”, „San Jeronimo”, „Divinia Providencia”, „San Gavilán”, „San Pacora”, „San Lauren”, „La Providencia”, „La Bellona” i „Esperanza” – pszenicę i mąkę, a ostatni ze statków, „La Fregatte de Bilboa” – tytoń.
„Guipuzcoano”, będący nowo zbudowanym (zwodowano go sześć miesięcy przed starciem) i dobrze wyposażonym okrętem, został przez Rodneya wcielony do floty brytyjskiej pod nazwą HMS „Prince William”, na cześć księcia Wilhelma, który pełnił podówczas służbę w eskadrze Rodneya. Okręt ten przewyższał siłą HMS „Bienfaisant”, któremu się poddał. Tuzin statków z żywnością Rodney skierował w eskorcie liniowca „Prince William”, do Gibraltaru. Pozostałe statki odesłał, w eskorcie okrętu liniowego HMS „America” i fregaty HMS „Pearl”, do Wielkiej Brytanii. Tydzień później, eskadra Rodneya, eskortująca statki z zaopatrzeniem dla Gibraltaru, napotkała i rozbiła flotyllę hiszpańską adm. Juana de Lángara.